# Palaemon (Eupalaemon) idae
Palaemon (Eupalaemon) idae is een garnalensoort uit de familie van de Palaemonidae.